# Pyrausta amatalis
Pyrausta amatalis là một loài bướm đêm trong họ Crambidae.